# Les Marches
Les Marches là một xã thuộc tỉnh Savoie trong vùng Auvergne-Rhône-Alpes ở đông nam nước Pháp. Xã này nằm ở khu vực có độ cao trung bình 807 mét trên mực nước biển.